# Patrimonialismo (contabilidade)
O patrimonialismo é uma corrente científica da contabilidade que teve como principal expoente o italiano Vincenzo Masi, professor da cidade de Bolonha, que defendeu o patrimônio como o objeto de estudo da ciência contábil desde 1923. Em 1929, no VI Congresso Internacional de Contabilidade realizado em Barcelona (Espanha), o professor Francisco D'Áuria defendeu o princípio patrimonialista, implantando-o nos sistemas contábeis. A tese patrimonialista ganhou grande números de adeptos no Brasil, tendo como chefe o eminente professor D'Áuria.
A doutrina patrimonialista defende os princípios estático e dinâmico da riqueza.
Princípio estático - segundo D'Áuria, o estado estático do patrimônio é determinado de forma objetiva pelo inventário. Já a subjetividade compreende as relações dos elementos inventariados com as pessoas que compõem a entidade. A cada elemento deve ser atribuído um valor ("avaliação"), nominal e efetivo, atual, diferido e figurativo (chamado em termos contábeis de "quantificação do patrimônio"). Cada elemento do patrimônio, determinado e avaliado, deverá ser distribuído em uma classificação (ou seja, a "qualificação do patrimônio").
Princípio dinâmico - de posse dos meios patrimoniais (relacionados no inventário), a gestão econômica do patrimônio levará a entidade a alcançar seus objetivos, ou seja, através dos elementos estáveis realizará fatos essenciais buscando alcançar seus fins. No caso da acumulação de riqueza, verifica-se o fenômeno do crédito (lucro).
Há ainda a previsão de um diferencial de patrimônio, atualmente chamado no Brasil de patrimônio líquido.
Nesse ponto, ou seja, na explanação do crédito e da gestão econômica, houve uma divisão na doutrina contábil: de um lado surgiu a escola reditualista de Zappa; do outro lado, os americanos propunham a gestão financeira e a informação, com o foco nas necessidades dos banqueiros e investidores do mercado de capitais.
A junção do sistema patrimonial com o de rédito deu forma ao chamado sistema contábil integral.
No Brasil, tivemos a tradução do sistema integral na forma que lhe deu a lei das sociedades anônimas, que integrou o balanço patrimonial e a Demonstração do resultado do exercício. O legislador não especificou o rédito, mas indicou a separação dos "resultados operacionais" dos "não-operacionais", adaptando a forma adotada pela legislação tributária.   